# Relations entre le Cambodge et la Géorgie
Les relations entre le Cambodge et la Géorgie sont les relations bilatérales entre le Royaume du Cambodge (Asie du sud-est) et la Géorgie (Caucase). Les relations diplomatiques entre les deux pays sont établies le 17 novembre 1994 par le chef du Conseil d'État géorgien Edouard Chevardnadzé et le premier ministre cambodgien Norodom Ranariddh. La Géorgie est représentée au Cambodge par son ambassade en Malaisie, tandis que le Cambodge est représenté en Géorgie par son ambassade en Turquie.
Le 6 juillet 2007, un navire turc battant le pavillon cambodgien en transportant des matériaux ferroviaire vers l'Abkhazie est détenu par la garde-côte géorgienne pour violation de l'intégrité territoriale de la Géorgie. Un incident similaire se déroule en 2009, cette fois-ci avec un navire syrien au pavillon cambodgien.